# Illusion d'incompétence
 (novembre 2019).
- Si vous ne connaissez pas le sujet, laissez ce bandeau (vous pouvez alors contacter les auteurs).
- Si vous supprimez le contenu mis en cause (vous pouvez préalablement contacter les auteurs),

argumentez précisément cette suppression dans la page de discussion
(un manque de référence n'est pas un argument ; une recherche réelle de référence doit avoir été effectuée, être formellement documentée).
 (novembre 2019).
L'illusion d'incompétence est un biais cognitif que l'on observe en milieu scolaire, se définissant comme étant « un décalage négatif marqué entre les capacités ou le potentiel réel de l’élève, tel que l’indique son rendement à des tests standardisés mesurant ses habiletés mentales, et l’évaluation qu’il fait de ces dernières ». 
Plus concrètement, les élèves pris dans ce biais ont des capacités cognitives normales voire au dessus de la norme, mais n'ont pas de bonnes performances scolaires.

## Cadre théorique
Kolligian en 1990, avait identifié le phénomène du sentiment d'imposture chez certains adultes. Bien qu'ils soient performants et compétents, ces adultes ont tendance à discréditer leurs réussites, à être préoccupés par leur image ; ils manifestent des niveaux d'anxiété élevés, voire des symptômes dépressifs.
Quelques chercheurs, dont Philips ont identifié le même phénomène chez des élèves ayant un haut potentiel intellectuel : malgré des capacités intellectuelles élevées identifiées grâce à des tests, ces élèves perçoivent leurs compétences comme étant inférieures à celle des autres.
Les recherches suivantes ont critiqué le fait que Philips ait pris pour population uniquement des élèves à haut potentiel. Des auteurs comme Galand et Bouffard ont mis en évidence que ce phénomène s'observait aussi chez les autres élèves.

## Conséquences
Les conséquences qui ont été identifiées comme étant corrélées au biais d'illusion d'incompétence sont : les élèves préfèrent les travaux simples, ils sont plus anxieux concernant l'évaluation, se trouvent moins curieux en comparaison aux autres, ont tendance à attribuer leurs succès à des causes externes, et à avoir un rendement scolaire plus faible. 

## Causes
Les causes de ce phénomène sont peu connues car celui-ci n’a été identifié que très récemment par les chercheurs. 